# Delfim Santos
Delfim Pinto dos Santos (Sé, Porto, 6 de novembro de 1907 — Cascais, Cascais, 25 de setembro de 1966) foi um filósofo, pedagogo, escritor e professor universitário português, autor de uma extensa obra abrangendo os géneros do tratado filosófico, do ensaio, do memorialismo, da oratória, da crítica (literária e alguma cinematográfica) e da crónica, difundida em numerosas publicações da imprensa periódica, científica, cultural e da especialidade.

## Biografia
Nasceu a 6 de novembro de 1907, no Porto, na freguesia da Sé, onde foi batizado a 25 de dezembro de 1907, como filho de Arnaldo Pinto, ourives, natural da freguesia e concelho de Peso da Régua, e de Amélia dos Santos Oliveira Pinto, natural de Baião (freguesia de Ancede).
Começou a trabalhar aos onze anos de idade, ajudando o pai na sua oficina de ourivesaria. Pouco após a morte deste, ocorrida em 1922, quando o filho tinha apenas quinze anos, compreendeu que a sua vocação seriam os estudos e inscreveu-se no ensino liceal noturno, concluindo em 1927 o Curso Complementar de Ciências e o de Letras. Por essa altura foi um participante empenhado nas atividades culturais e desportivas da Associação Cristã da Mocidade, de caráter protestante.
Em 1931 licenciou-se em Ciências Histórico-Filosóficas, na Faculdade de Letras da Universidade do Porto. Foi aluno de Leonardo Coimbra, de quem se tornou amigo e admirador, embora não discípulo do filósofo do Criacionismo. Outros professores influentes foram Teixeira Rego, Newton de Macedo, Luís Cardim e Aarão de Lacerda e foram seus condiscípulos Agostinho da Silva, Álvaro Ribeiro,  Adolfo Casais Monteiro, Sant'Anna Dionísio e José Marinho, entre outros.
Após o curso iniciou estágio no Liceu Nacional José Falcão, em Coimbra (1931-1932), durante o qual se associa aos animadores do grupo da revista presença - José Régio, João Gaspar Simões e Alberto de Serpa - interrompendo a docência no ano letivo seguinte para completar as cadeiras pedagógicas na Universidade de Coimbra, e concluindo o segundo e último ano do estágio já em Lisboa, no Liceu Normal de Pedro Nunes (1933-1934), onde em Julho de 1934 fez o Exame de Estado para habilitação à docência liceal no ensino oficial. Prosseguiu a carreira em Lisboa como Professor Associado no Liceu Gil Vicente até 1935.
A 15 de abril de 1935, casou primeira vez civilmente, em Lisboa, com Christine Thérèse Brunner, uma cidadã suíça natural de Berna, então de 25 anos, doméstica, filha de Max-Rudolf Brunner, também natural de Berna, e de Laura Campos e Castro, doméstica, natural da Covilhã. Por sentença transitada em julgado a 25 de abril de 1956, os dois divorciaram-se litigiosamente, com fundamento em «injúrias graves».
Em Outubro de 1935 partiu para Viena por dois anos, como bolseiro do Instituto para a Alta Cultura (IAC) para estudar com os filósofos Moritz Schlick, Karl Bühler e Othmar Spann, estando entre os poucos alunos estrangeiros que foram convidados a assistir aos seminários do célebre Círculo de Viena. Escreveu então uma obra crítica sobre o Neopositivismo, intitulada Situação valorativa do positivismo, que apresentou como relatório final de bolsa de estudo ao IAC.
No semestre de Inverno de 1936 partiu para Berlim para um primeiro contato com Nicolai Hartmann, seguindo em 1937 para o University College de Londres  para estudar com John Macmurray. Em seguida continuou os seus estudos no Trinity College (Cambridge), para onde se exilara parte do Círculo de Viena, e onde trabalhou com Charlie Dunbar Broad e com George Edward Moore - que mais tarde, em 1939, viria a ser substituído nessa Universidade por Ludwig Wittgenstein.
Em 1937 regressou a Portugal, para logo partir de novo para a Alemanha, enviado pelo IAC, como leitor de língua portuguesa na Universidade de Berlim. Aí frequentou de novo os seminários de Nicolai Hartmann e familiarizou-se com o pensamento de Martin Heidegger, de cuja obra se tornou atento leitor e comentador.
Recebeu em 1940 o grau de doutor pela Faculdade de Letras da Universidade de Coimbra com uma dissertação versando sobre Conhecimento e realidade, voltando novamente para Berlim até 1942, data em que regressou definitivamente a Portugal.
Após uma breve passagem pelo Liceu Camões, onde foi professor dos futuros escritores José Cardoso Pires e Luiz Pacheco, foi convidado a integrar o quadro da Faculdade de Letras da Universidade de Lisboa onde ingressou no início de 1943 na Seção de Ciências Pedagógicas com a categoria de primeiro assistente e aí iniciou uma  brilhante carreira de professor; em 1947 concorre a professor extraordinário da mesma Seção com a dissertação Fundamentação existencial da pedagogia e em 1950 torna-se o primeiro professor catedrático de Pedagogia em Portugal. Regeu as cadeiras de História da Educação, Organização e Administração Escolar; Moral; e História da Filosofia Antiga (1943-47), bem como, desde 1948, o curso de Pedagogia e Didática. Também foi professor de Psicologia e Sociologia no Instituto de Altos Estudos Militares em diversos anos letivos entre 1955 e 1962.
Participou em numerosos congressos internacionais de filosofia na Europa e em 1949 integrou a delegação oficial portuguesa ao Congresso Nacional de Filosofia em Mendoza, Argentina; em 1954 tomou parte, com outros intelectuais portugueses, na representação oficial portuguesa às comemorações do IV Centenário da Fundação da Cidade de São Paulo, que então decorreram na capital paulista, sendo convidado para orador na sessão plenária inaugural do Congresso Internacional de Filosofia. Idêntica distinção lhe foi conferida no Primeiro Congresso Nacional de Filosofia em Portugal, realizado em Braga em 1955.
A 5 de novembro de 1957, casou segunda vez civilmente, em Lisboa, com Manuela de Sousa Marques, natural da freguesia e concelho da Lourinhã.
Tendo-se destacado pela sua abordagem filosófica aos temas pedagógicos, foi em 1962 convidado pela Fundação Calouste Gulbenkian a apresentar uma proposta para a criação do Centro de Investigação Pedagógica dessa Fundação, tornando-se seu diretor desde 1963 até à sua morte ocorrida em 1966.
Foi um dos pioneiros na adoção dos meios audiovisuais na Educação e nessa qualidade foi convidado a presidir ao Conselho Pedagógico do Instituto de Meios Audiovisuais de Ensino (IMAVE), organismo criado em dezembro de 1964 pelo Ministério da Educação Nacional para dar início no mês seguinte à Telescola, vigente até 2003. Este importante recurso de educação à distância para as populações rurais era direcionado para o então chamado 'Ciclo Preparatório'.
Delfim Santos foi membro efetivo da Academia das Ciências de Lisboa, onde ocupou a cadeira n.º 37, precedido por Aquilino Ribeiro e sucedido por Domingos Monteiro, bem como Presidente da Sociedade Portuguesa de Escritores (SPE) em 1962.
Entre as muitas revistas nacionais e estrangeiras nas quais viria a colaborar destacam-se as portuenses Porto Académico (1929), Princípio  (1930) O Tripeiro (1931), Prisma  (1936-1941), a revista A Águia,  da qual foi o último diretor (1932), Revista do Porto (1941), Prometeu (1947), Ourivesaria Portuguesa (1949) e os periódicos portuenses Diário de Sport (1924), Diário do Norte (1949 e 1951) e O Comércio do Porto (1957). Mas durante quinze anos manteve a sua principal tribuna pública no lisboeta Diário Popular (de 1943 a 1958), contribuindo com a sua reflexão para os grandes debates públicos, tendo também colaborado na revista  Litoral  (1944-1945) e ainda na  revista luso-brasileira Atlântico .
Professor carismático, de genuína vocação maiêutica, criou vasto renome com as suas aulas, atraindo ouvintes não inscritos como alunos regulares. O seu empenho como educador abrangia a extensão universitária, levando-o a apoiar, promover ou participar em inúmeras iniciativas como debates, ciclos de conferências, palestras, com especial interesse pelas de proveniência estudantil, como as de teatro universitário, apadrinhando o Grupo de Teatro Moderno, de inovador repertório contemporâneo português. Conviveu também intensamente com os meios literários e artísticos da capital, com destaque para o círculo criado em torno da poetisa Natália Correia, entre outros grupos de diversas sensibilidades.
Entreteve uma rica correspondência com personalidades europeias e sul-americanas. Entre os seus correspondentes estrangeiros com quem manteve contacto pessoal destacam-se, entre muitos outros, os nomes de Sigmund Freud, Mircea Eliade e especialmente Hermann Hesse (Prêmio Nobel da Literatura de 1946), em cuja obra se reflete a problemática educativa, sendo por sua iniciativa que em 1952 se publicou em Lisboa a primeira tradução portuguesa de Hesse, a novela Ele e o Outro (Klein und Wagner), com tradução de Manuela de Sousa Marques, a sua futura esposa.
Em 2011, o seu espólio foi doado pela sua viúva, Manuela de Sousa Marques, à Biblioteca Nacional de Portugal, tendo sido efetuadas outras quatro incorporações em 2016 e 2017.
Em sua homenagem o seu nome foi atribuído a uma escola em Lisboa e a diversas ruas em Portugal, nomeadamente em Lisboa (Telheiras), em Oeiras (Carnaxide), em Évora e em Matosinhos (Custóias). Em 2016, por ocasião do Cinquentenário da sua morte, o Município de Cascais atribuiu o seu nome à nova Rotunda Prof. Delfim Santos que remata a A5.
Nesse mesmo ano a Biblioteca Nacional de Portugal promoveu uma ampla exposição evocativa, intitulada «Delfim Santos, o filósofo do diálogo», acompanhada de um ciclo de conferências; entre outras entidades que assinalaram a efeméride destaca-se o Instituto de Educação da UL, a FLUL e a Hemeroteca Municipal de Lisboa.
Morreu a 25 de setembro de 1966, na freguesia e concelho de Cascais, tendo sido sepultado no Porto, no Cemitério do Prado do Repouso. Em 31 de maio de 2017 a Câmara Municipal de Lisboa acolheu Delfim Santos no Jazigo dos Escritores Portugueses, também conhecido por «Panteão dos Escritores», no Cemitério dos Prazeres.

## Obra
A maior parte da sua obra filosófica, pedagógica, crítica e epistolar foi publicada em 4 volumes pela Fundação Calouste Gulbenkian, tendo conhecido já 3 edições sucessivas.
Entre os seus trabalhos mais interpelantes destacam-se os seguintes:
- Situação valorativa do positivismo (1938).
- Da filosofia (1940).
- Conhecimento e realidade (1940).
- Fundamentação existencial da pedagogia (1946).
- O pensamento filosófico em Portugal (1946).
- Temática da formação humana (1961).
- Significação filosófica da nova teoria da ciência (1961).

Sensível ao valor pedagógico do cinema e às suas potencialidades didáticas, dedicou comentários e palestras a vários filmes, entre eles O Filho Pródigo (Luis Trenker, Alemanha 1934), O Terceiro Homem (Carol Reed, USA 1949) e Umberto D. (Vittorio de Sica, Itália 1952).
Alguns artigos e cartas de Delfim Santos encontram-se online:
- «SANTOS, Delfim (1933) Dialética Totalista»
- «SANTOS, Delfim (1948) carta para Hermann Hesse»
- «SANTOS, Delfim (1949) Da Ambiguidade na Metafísica, Mendoza»
- «SANTOS, Delfim (1949) Pedagogia como Ciência Autónoma, Mendoza»
- «SANTOS, Delfim (1952) Prefácio a 'Ele e o Outro' de Hermann Hesse, Lisboa: Guimarães» (PDF)
- «SANTOS, Delfim (1959) Duas cartas para Eduardo Lourenço»

(ver catálogo da obra publicada)

## Principais temas
A vertente filosófica da sua obra recebeu especial influxo da filosofia alemã do século XX. Em momentos iniciais a sua pesquisa centrou-se na inconveniência da aplicação dos métodos matemáticos ou das ciências naturais à filosofia e ao estudo das humanidades, ocasião em que criticou as teses dos neopositivistas de Viena. Interessou-se depois pela ontofenomenologia de Nicolai Hartmann, que escolheu como orientador de dissertação de doutoramento em Berlim, e de quem recolhe a caraterização do real não como unidade, mas como multiplicidade, ideia que desenvolverá com reflexão própria. Também na esteira de Hartmann adere resolutamente a uma "filosofia dos problemas", aporética, e não à via sistémica e solucionista. Na fase final da sua obra explora as possibilidades de uma antropologia filosófica de cunho existencial e a sua aplicação à pedagogia, ocupando-se de temas da filosofia das ciências, em particular da física.
Procurando uma síntese existencial entre Filosofia e Pedagogia, desenvolveu um importante trabalho de atualização e de renovação do pensamento pedagógico português, com várias propostas de orgânica escolar e curricular para todos os graus, desde o jardim de infância à universidade. Foram credoras da sua especial reflexão as questões do ensino técnico-profissional, da orientação vocacional — e no âmbito desta a relevância da caracterologia de Heymans / Le Senne / Berger para a prática educativa; no domínio da História da Educação publicou estudos sobre a paideia grega e sobre educadores estrangeiros como Pestalozzi e Maria Montessori e o português Adolpho Coelho, entre outros. Estudou também a história do pensamento filosófico português e brasileiro, nomeadamente a obra de Silvestre Pinheiro Ferreira (1769-1846), filósofo que desenvolvera a sua ação em Portugal e no Brasil.
Delfim Santos foi entusiasta da relação portuguesa com o Brasil, que visitou por duas ocasiões, correspondendo-se com intelectuais brasileiros, nomeadamente com os filósofos Vicente Ferreira da Silva, Miguel Reale e Luís Washington Vita.
No domínio literário esteve próximo do grupo de escritores da revista Presença, animado por José Régio, João Gaspar Simões e Adolfo Casais Monteiro, mas colaborou igualmente com a maioria das revistas literárias e culturais do seu tempo, através de artigos de fundo onde insiste no valor do elemento espiritual para a vida humana, nas possibilidades da criação individual e na consciência da transitoriedade. Também na sua obra epistolar se revela um crítico literário muito atento e recetivo à poesia e ao ensaio de autores portugueses, com grande número dos quais foi assíduo convivente.
A sua ampla intervenção na imprensa periódica, pela crónica, a entrevista, a resposta ao inquérito, abrange sobretudo temas da cultura e da literatura portuguesas, assuntos de atualidade e questões pedagógicas, para além da reflexão sobre um tempo ameaçado por crescentes instâncias de desumanização, tais como a autodestruição da humanidade na guerra, o isolamento do indivíduo na sociedade massificada, a falsa segurança de uma vida inautêntica, alienada pela quotidianidade, em que «o homem está em relação com as coisas, com os outros e raramente consigo mesmo».